# FileZilla
FileZilla Client è un software libero multipiattaforma che permette il trasferimento di file in Rete attraverso il protocollo FTP. Il programma è disponibile per GNU/Linux, Microsoft Windows, e macOS. Tra i vari protocolli supportati, oltre all'FTP vi è l'SFTP, e l'FTP su SSL/TLS. Il 10 agosto del 2007 era uno dei dodici software più popolari di SourceForge di tutti i tempi.
FileZilla Server è un altro prodotto. È un server FTP che supporta il normale protocollo FTP più l'FTP per l'SSL/TLS.
Il codice sorgente di FileZilla è disponibile sul sito SourceForge e, in alcuni casi, anche al momento dell'installazione del programma. Il progetto fu nominato Progetto del Mese nel novembre del 2003.

## Caratteristiche
Le principali caratteristiche del programma sono:
- il site manager, che permette all'utente di creare una lista di siti FTP e di selezionarne uno con un menu a tendina. Una volta selezionato il sito desiderato, il programma si connetterà al sito stesso permettendo l'upload e il download di file;
- il message log, è presente in alto e contiene la lista di tutti i messaggi inviati ai server dal programma e le relative risposte ricevute dai server FTP;
- il file and folder view, è l'interfaccia grafica associata al motore di trasferimento dei file. Posto al di sotto del message log e composto da due finestre di egual grandezza, esso permette all'utente di fare il drag and drop ovvero di navigare tra le cartelle del sistema (parte sinistra) e trascinarle dall'altra parte (parte destra) per trasferire i file o le cartelle selezionate sul server desiderato;
- il transfer queue, posto sulla parte inferiore della schermata, è formato da una luce rossa e una verde e indica la velocità di trasmissione in scaricamento o caricamento.

## Versioni modificate
Grazie alla sua licenza GNU GPL, sono state realizzate alcune versioni modificate:
- FileZilla Portable di PortableApps.com
- X-FileZilla portabile sviluppata da winPenPack

## Storia del programma
Il programma fu creato come progetto per il corso di informatica nel 2001 da Tim Kosse e due suoi amici. Fin dall'inizio, ci fu una discussione sul tipo di licenza da attribuire al progetto: alla fine si decise di distribuirlo come software open source perché erano presenti già numerosi client FTP e se l'avessero distribuito come prodotto commerciale molto probabilmente non ne avrebbero venduta una copia.
La versione alpha del progetto fu distribuita a gennaio del 2001. Tutte le caratteristiche del progetto divennero complete verso la versione beta 2.1. Prima della versione 3.0 il progetto era disponibile solo per Microsoft Windows.

## Sistemi operativi supportati
FileZilla client:
| Sistema operativo        | Ultima versione supportata |
| ------------------------ | -------------------------- |
| Windows 11, 10, 8 e 7    | Ultima versione            |
| Windows Vista            | 3.25.1 (2017-03-20)        |
| Windows XP               | 3.8.0 (2014-05-25)         |
| macOS 10.11 o successivo | Ultima versione            |
| macOS 10.10              | 3.42.1 (2019-05-08)        |
| Linux                    | Ultima versione            |